# رابرت سنیور
رابرت سنیور (به انگلیسی: Robert Senior) (زاده ۱۹۶۴) کارآفرین، بازرگان و مدیر ارشد اجرایی بریتانیایی است، که در حال حاضر به‌عنوان مدیر عامل اجرایی شرکت ساعتچی اند ساعتچی فعالیت می‌کند.